# Acridocera ziczac
Acridocera ziczac là một loài bọ cánh cứng trong họ Cerambycidae.